# Sunny von Bülow
Martha Sharp Crawford von Bülow, kendt som Sunny von Bülow (født 1. september 1932, død 6. december 2008) var en amerikansk millionær og filantrop. Hun var især kendt for at være offeret i et ægteskabeligt drama, hvor hendes mand, den danskfødte Claus von Bülow, blev dømt for i 1980 at have givet hende en overdosis af insulin, en sag han dog senere blev frikendt i. Han blev frikendt da en undersøgelse fandt frem til at hendes koma ikke skyldes insulin men anden receptpligtig medicin hun havde taget. Uanset baggrunden lå Sunny von Bülow i koma fra 21. december 1980 og til sin død, i alt næsten 28 år.
På grund af parrets status i det amerikanske samfund blev sagen om Claus von Bülows eventuelle skyld i hendes tilstand en stor mediebegivenhed, og der blev i 1990 lavet en film om parret med Glenn Close i rollen som Sunny von Bülow samt Jeremy Irons som Claus von Bülow.